# Medaliści mistrzostw świata w kolarstwie torowym – keirin mężczyzn
Pełna lista medalistów mistrzostw świata w kolarstwie torowym w keirinie mężczyzn.

## Medaliści
| Rok i miejsce          | Złoto             | Srebro                  | Brąz                              |
| ---------------------- | ----------------- | ----------------------- | --------------------------------- |
| 1980 Besançon          | Danny Clark       | Daniel Morelon          | Niels Fredborg                    |
| 1981 Brno              | Danny Clark       | Guido Bontempi          | Chiyoshi Kubo                     |
| 1982 Leicester         | Gordon Singleton  | Danny Clark             | Tōru Kitamura                     |
| 1983 Zurych            | Urs Freuler       | Danny Clark             | Gilbert Hatton                    |
| 1984 Barcelona         | Robert Dill-Bundi | Ottavio Dazzan          | Urs Freuler                       |
| 1985 Bassano           | Urs Freuler       | Ottavio Dazzan          | Masamitsu Takizawa Dieter Giebken |
| 1986 Colorado Springs  | Michel Vaarten    | Dieter Giebken          | Urs Freuler                       |
| 1987 Wiedeń            | Harumi Honda      | Claudio Golinelli       | Shigenori Inoue                   |
| 1988 Gandawa           | Claudio Golinelli | Ottavio Dazzan          | Michel Vaarten                    |
| 1989 Lyon              | Claudio Golinelli | Patrick Da Rocha        | Masatoshi Sako                    |
| 1990 Maebashi          | Michael Hübner    | Michel Vaarten          | Claudio Golinelli                 |
| 1991 Stuttgart         | Michael Hübner    | Claudio Golinelli       | Fabrice Colas                     |
| 1992 Walencja          | Michael Hübner    | Stephen Pate            | Frédéric Magné                    |
| 1993 Hamar             | Gary Neiwand      | Marty Nothstein         | Toshimasa Yoshioka                |
| 1994 Palermo           | Marty Nothstein   | Michael Hübner          | Federico Paris                    |
| 1995 Bogota            | Frédéric Magné    | Michael Hübner          | Federico Paris                    |
| 1996 Manchester        | Marty Nothstein   | Gary Neiwand            | Frédéric Magné                    |
| 1997 Perth             | Frédéric Magné    | Jean Pierre van Zyl     | Marty Nothstein                   |
| 1998 Bordeaux          | Jens Fiedler      | Ainārs Ķiksis           | Laurent Gané                      |
| 1999 Berlin            | Jens Fiedler      | Anthony Peden           | Frédéric Magné                    |
| 2000 Manchester        | Frédéric Magné    | Jens Fiedler            | Pavel Buráň                       |
| 2001 Antwerpia         | Ryan Bayley       | Laurent Gané            | Jens Fiedler                      |
| 2002 Kopenhaga         | Jobie Dajka       | José Antonio Villanueva | René Wolff                        |
| 2003 Stuttgart         | Laurent Gané      | Jobie Dajka             | Barry Forde                       |
| 2004 Melbourne         | Jamie Staff       | José Antonio Escuredo   | René Wolff                        |
| 2005 Los Angeles       | Teun Mulder       | Barry Forde             | Shane Kelly                       |
| 2006 Bordeaux          | Theo Bos          | José Antonio Escuredo   | Arnaud Tournant                   |
| 2007 Palma de Mallorca | Chris Hoy         | Theo Bos                | Ross Edgar                        |
| 2008 Manchester        | Chris Hoy         | Teun Mulder             | Christos Volikakis                |
| 2009 Pruszków          | Maximilian Levy   | François Pervis         | Teun Mulder                       |
| 2010 Kopenhaga         | Chris Hoy         | Azizul Hasni Awang      | Maximilian Levy                   |
| 2011 Apeldoorn         | Shane Perkins     | Chris Hoy               | Teun Mulder                       |
| 2012 Melbourne         | Chris Hoy         | Maximilian Levy         | Jason Kenny                       |
| 2013 Mińsk             | Jason Kenny       | Maximilian Levy         | Matthijs Büchli                   |
| 2014 Cali              | François Pervis   | Fabián Puerta           | Matthijs Büchli                   |
| 2015 Paryż             | François Pervis   | Edward Dawkins          | Azizulhasni Awang                 |
| 2016 Londyn            | Joachim Eilers    | Edward Dawkins          | Azizulhasni Awang                 |
| 2017 Hongkong          | Azizulhasni Awang | Fabián Puerta           | Tomáš Bábek                       |
| 2018 Apeldoorn         | Fabián Puerta     | Tomoyuki Kawabata       | Maximilian Levy                   |
| 2019 Pruszków          | Matthijs Büchli   | Yudai Nitta             | Stefan Bötticher                  |
| 2020 Berlin            | Harrie Lavreysen  | Yuta Wakimoto           | Azizulhasni Awang                 |
| 2021 Roubaix           | Harrie Lavreysen  | Jeffrey Hoogland        | Michaił Jakowlew                  |
| 2022 Montigny          | Harrie Lavreysen  | Jeffrey Hoogland        | Kevin Quintero                    |

## Tabela medalowa
Stan po MŚ 2022
| Miejsce | Państwo           |   |   |   | Razem |
| ------- | ----------------- | - | - | - | ----- |
| 1.      | Niemcy            | 7 | 5 | 6 | 18    |
| 2.      | Australia         | 6 | 6 | 1 | 13    |
| 3.      | Francja           | 6 | 4 | 6 | 16    |
| 4.      | Holandia          | 6 | 4 | 4 | 14    |
| 5.      | Wielka Brytania   | 6 | 1 | 2 | 9     |
| 6.      | Szwajcaria        | 3 | 0 | 2 | 5     |
| 7.      | Włochy            | 2 | 6 | 3 | 11    |
| 8.      | Stany Zjednoczone | 2 | 1 | 2 | 5     |
| 9.      | Japonia           | 1 | 3 | 6 | 10    |
| 10.     | Kolumbia          | 1 | 2 | 1 | 4     |
| 11.     | Malezja           | 1 | 1 | 3 | 5     |
| 12.     | Belgia            | 1 | 1 | 1 | 3     |
| 13.     | Kanada            | 1 | 0 | 0 | 1     |
| 14.     | Hiszpania         | 0 | 3 | 0 | 3     |
| 15.     | Nowa Zelandia     | 0 | 2 | 0 | 2     |
| 16.     | NRD               | 0 | 1 | 1 | 2     |
| 17.     | Barbados          | 0 | 1 | 0 | 1     |
| 17.     | Łotwa             | 0 | 1 | 0 | 1     |
| 17.     | Południowa Afryka | 0 | 1 | 0 | 1     |
| 20.     | Czechy            | 0 | 0 | 2 | 2     |
| 20.     | Dania             | 0 | 0 | 1 | 1     |
| 20.     | Grecja            | 0 | 0 | 1 | 1     |
| 20.     | RCF               | 0 | 0 | 1 | 1     |